# Unge Robin Hood
Unge Robin Hood är en amerikansk animerad TV-serie som producerades av Cinar och Hanna-Barbera 1991-1992. Serien utspelar sig då Robin Hood är en tonåring. Den visades bland annat på KTV och Cartoon Network.

## Karaktärer
- Robin Hood: seriens huvudperson och hjälte, som tar från de rika och ger åt de fattiga. Han är expert på bågskytte och träffar alltid sitt mål.
- Lille John: Robin Hoods lojalaste anhängare och bästa vän. Han följer ofta med Robin då han plundrar prins Johns vakter.
- Allan i dalen: en ung trubadur, som ofta sjunger hyllningssånger till Robins hjältemod.
- Will Scarlett: en ung och talangfull tjuv, som dyrkar Robin och gör allt för att bli som honom.
- Broder Tuck: en ung munk, som ibland kritiserar sin egen fredlöshet.
- Marian: en flicka som är inneboende på prins Johns slott. Det börjar i hemlighet växa en romans mellan henne och Robin.
- Prins John: en elak och bortskämd prins, som låtsas vara kung. Han plundrar ofta bönderna på deras pengar.
- Sheriffen av Nottingham: prins Johns närmste kommendör. Han gör allt för att visa sig lojal mot prins John, men misslyckas ofta.
- Gilbert av Gisbourn: en rödhårig ung man, som är sheriffens följeslagare. Han följer ofta med sheriffen på dennes uppdrag.

## Svenska röster

### Media Dubb
- Annelie Berg - Marian
- Fredrik Dolk - Broder Tuck
- Gunnar Ernblad - Sheriffen av Nottingham
- Staffan Hallerstam - Will Scarlett
- Hasse Jonsson - Lille John och Prins John
- Steve Kratz - Allan i dalen
- Peter Sjöquist - Robin Hood och Gilbert av Gisbourn

### Sun Studio
- Dan Bratt - Allan i dalen och Prins John
- Nina Gunke - Marian och Will Scarlett
- Kenneth Milldoff - Lille John, Broder Tuck och Sheriffen av Nottingham
- Håkan Mohede - Robin Hood och Gilbert av Gisbourn

## Originalrösterna
- Thor Bishopric - Robin Hood
- Terrence Scammell - Little John
- Michael O'Reilly - Alan-a-Dale
- Sonja Ball - Will Scarlet
- Harry Standjofski - Brother Tuck
- Anik Matern - Marian
- Bronwen Mantel - Haggala
- Michael Rudder - Prince John
- A.J. Henderson - Sheriffen av Nottingham
- Mark Hellman - Sir Guy of Gisburne